# 피식대학
피식대학은 대한민국의 유튜브 채널이다. 2019년 4월 KBS 개그맨 29기 정재형과 SBS 개그맨 16기 이용주, 김민수가 결성하였다. 2019년 4월 7일 첫 영상으로 '대학교에서 이별한 후 유형'을 게시했다.

## 연혁
- 2019년 4월 1일: 채널 생성
- 2019년 4월 7일: 첫 영상 게시
- 2021년 4월 19일: 구독자 100만 달성
- 2023년 4월 28일: 제59회 백상예술대상 TV부문 예능 작품상 수상 (피식대학 - 피식쇼)

## 콘텐츠
아래의 목록은 정기 콘텐츠의 목록이다.
- 피식대학 대학생 공감
- 예능학과
- 풍계리민철TV
- 0n학번
  - 시즌 1: 08학번 is back
  - 시즌 2: 05학번 is back
  - 시즌 3: 05학번 is here (신도시 아재들)
- 로니 앤 스티브
- 한사랑산악회
- B대면데이트
- 피식쇼 (PSICK Show)
- 나락퀴즈쇼

## 논란

### 경상북도 영양군 비하 논란
2024년 5월, 연예인 김민수, 이용주, 정재형이 《메이드 인 경상도》라는 채널 내 콘텐츠 영상에서 경상북도 영양군을 비하하는 듯한 말을 해 논란이 있었다.